# Státní znak Samoy
Státní znak Samoy je tvořen modro-stříbrně konturovaným štítem v modré barvě s pěti stříbrnými, pěticípými hvězdami ve tvaru souhvězdí Jižního kříže. Ve stříbrné hlavě štítu je kokosová palma se třemi žlutými ořechy se stylizovanou, zelenou, mořskou hladinou v pozadí. Štít je položen na červenou souřadnicovou síť (pocházející z vlajky OSN), mezi dvě zelené olivové ratolesti. Nad štítem je (částečně přes síť) modrý kříž s červeno-stříbrnou konturou. Z každého ze čtyř rohů kříže vycházejí vždy tři červené paprsky. Pod štítem je stříbrná stuha s červeným nápisem FA'AVAE I LE ATUA SAMOA (česky Nechť je bůh základem Samoy).

## Historie
Roku 1889 se Spojené království vzdalo území Samoy výměnou za jiná území a 27. dubna 1900 vznikla v západní části Samojského souostroví kolonie Německá Samoa. Východní část připadla USA (dnes nezačleněné území Americká Samoa). Kolem roku 1912 začalo Německo uvažovat o rozlišení vlajek svých kolonií podle britského vzoru (německé kolonie byly považovány za nedílnou součást říše). Vlajky byly navrženy, v roce 1914 i schváleny, ale po vypuknutí 1. světové války nebyly nikdy zavedeny. Emblém na vlajce (nejde o znak) byl tvořen červeným štítem s (v dolní části) modrobílými vlnami, z nichž vystupovaly tři malé bílé ostrůvky se třemi bílými kokosovými palmami. Vyobrazené emblémy ale neodpovídají zdroji.
Po vypuknutí I. světové války obsadily 29. srpna 1914 Německou Samou novozélandská vojska a začal se užívat novozélandský znak, tedy znak tehdejšího dominia Spojeného království.
V prosinci roku 1920 byla Německá Samoa přejmenována na Západní Samou a stala se mandátním územím Společnosti národů, pod správou Nového Zélandu. Na nové vlajce (tradiční Blue Ensign) bylo bílé kruhové pole (anglicky Badge) s (v přirozených barvách) vyobrazeným pobřežím, trsy trávy a třemi kokosovými palmami. Inspirací pro emblém byla vlajka Cookových ostrovů z let 1893–1901 s jednou palmou. V roce 1946 se status Západní Samoy změnil na poručenské území OSN, vlajka s emblémem se užívala do 1. června 1948.

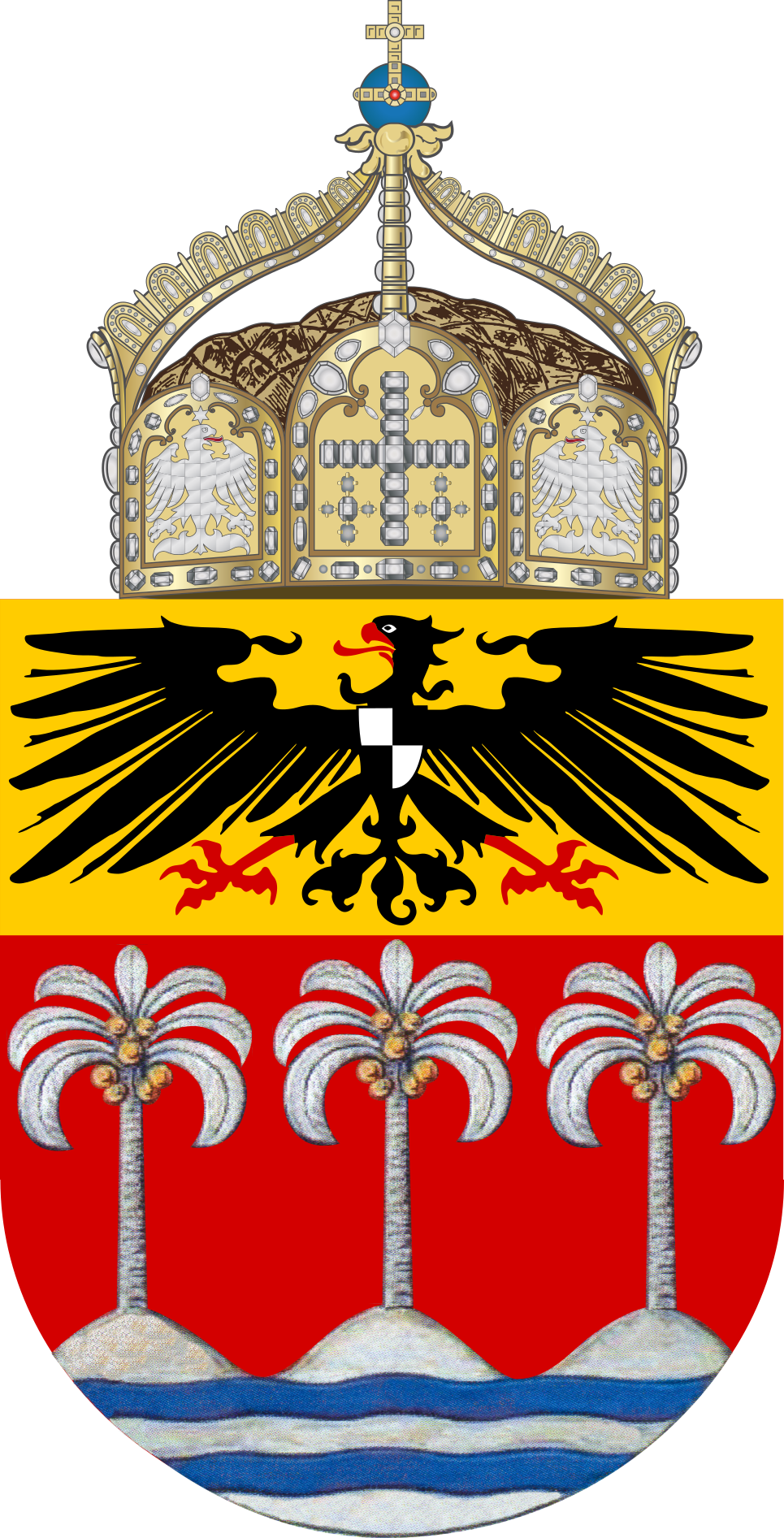
Návrh německého emblému (1914), rozdílný od zdroje
Návrh německého emblému (1914), rozdílný od zdroje
Novozélandský znak na Samoi (1914–1920)
Emblém Západní Samoy (1920–1948/1951)

První státní znak Západní Samoy byl zaveden 12. dubna 1951, kdy byl i zveřejněn v novozélandské sbírce zákonů. Znak byl položen na emblém OSN, na místo zjednodušené mapy mezi dvě olivové ratolesti (země byla stále jejím poručenským územím). Štít znaku byl modrý, černě (černo-zlatě) konturovaný, s pěti stříbrnými, pěticípými hvězdami ve tvaru souhvězdí Jižního kříže. Ve stříbrné hlavě štítu byla v přirozených barvách kokosová palma se stylizovanou, zelenou, mořskou hladinou v pozadí. Nad štítem byla polovina zlatého slunce s paprsky. Pod štítem pak stříbrná stuha s nápisem FA'AVAE I LE ATUA SAMOA.

První státní znak Západní Samoy (1951–1962)

1. ledna 1962 získala země (pod nezměněným názvem Západní Samoa) nezávislost (jako první v Polynésii). Novým státním znakem se stal znak vycházející ze znaku předchozího. Souřadnicová síť na mapě OSN měla červenou barvu, ratolesti ale stále zelenou. Znak byl modro-stříbrně konturován, místo slunce byl nad znakem červeně konturovaný, stříbrný křesťanský kříž, v němž byl užší modrý kříž. Z rohů kříže vycházely červené paprsky. Nápis na stuze změnil barvu na červenou.
Tento znak se užívá dodnes, výtvarné pojetí se ale několikrát změnilo:
- V roce 1974 se znak zobrazoval s černými souřadnicemi, zlato-černou konturou štítu, černým nápisem na stuze a znovu se sluncem nad štítem, přes který byl položen červeně konturovaný, modrý kříž bez paprsků.
- V roce 1977 bylo slunce odstraněno, z kříže opět vycházejí paprsky, stuha se narovnala.
- V roce 1986 byl znak téměř shodný se znakem z roku 1962, kontura štítu byla černo-stříbrná.
- Kolem roku 2004 opětovně zobrazován s modro-stříbrnou konturou štítu, na palmě nově kokosové ořechy.

2. července 1997 byl název Západní Samoa změněn na Samoa. V této souvislosti se objevil znak s ratolestmi světle modré barvy, stejné jako na vlajce OSN, ke změně znaku však zřejmě nedošlo.